# Бор л'Етан
Бор л'Етан (фр. Bort-l'Etang) насеље је и општина у централној Француској у региону Оверња, у департману Пиј де Дом која припада префектури Клермон Феран.
По подацима из 2011. године у општини је живело 594 становника, а густина насељености је износила 38,57 становника/km². Општина се простире на површини од 15,40 km². Налази се на средњој надморској висини од 350 метара (максималној 424 m, а минималној 333 m).

## Демографија
| 1962. | 1968. | 1975. | 1982. | 1990. | 1999. | 2011. |
| ----- | ----- | ----- | ----- | ----- | ----- | ----- |
| 466   | 412   | 412   | 397   | 409   | 445   | 594   |

График промене броја становника у току последњих година